# Turistični in zgodovinski objekt Vogler
Na hišni številki 23 na Cankovi (Prekmurje) se razprostira stavbni kompleks nepremične kulturne dediščine pod uradnim nazivom: Cankova - Gostilna Vogler (http://rkd.situla.org/), zaveden v Registru nepremične kulturne dediščine.
Stavbni kompleks sestavlja: glavni nadstropni objekt dvorca (vile) ter spremljajoči gospodarski objekti. Kompleks obdajata dva mogočna divja kostanja in vrt s sadnim ter okrasnim drevjem (tudi kot sprehajališče).
Objekt je bil prvotno lovski dvorec grofov Nadasdy, pozneje veleposest družine Vogler ter Alojza Vidoviča, sedaj pa služi kot večnamenski objekt. V zgodovinskem objektu je najti: Kavarno Vogler, prenočišča Obal, muzej, galerijo, Turistično pisarno in kmečko tržnico. Objekt nudi tudi sedež Kulturno in umetniškemu društvu SIJ. Prostori so pa tudi namenjeni za izvajanje kulturnega projekta: Raziskovanje etnologije in kulture Goričkega.

## Začetek revitalizacije
Revitalizacija se je začela v letu 2000 na pobudo takratnega lastnika in zadnjega predstavnika družine Vogler na Cankovi Alojza Vidoviča. 
Do prevzema posesti v letu 1991, je odkupil takrat nacionalizirano gostilno nazaj od občinske oblasti in tako omogočil svoji ženi Heleni Vidovič roj. Vogler, da je nadaljevala tradicijo gostinstva naprej (1975). V istem letu je obnovil mogočna ostrešja celotnega stavbnega kompleksa osnovnega tlorisa okrog 2.000 m2 in stavbo dvorca (vile) prekril z novimi strešniki. Prav tako je v glavnem objektu uredil centralno ogrevanje za skupaj 30 prostorov. Za namen investicije se je moral prodati drugi objekt v lasti družine Vogler na Cankovi, ki se je do tedaj dajal v najem.    
V letu 1992 je obnovil fasade stavbnega kompleksa z novimi apnenimi ometi in profilacijami. V letu 1994 je obnovil viničarijo v Vadarcih. V letu 1996 je obnovil dimnika na glavnem objektu, ki omogočata gnezda štorkljam. Tako je v letu 1997 preuredil glavno stopnišče v dvorcu (vili). V letu 1999 pa je obnovil notranje parkirišče in teraso.
Z namenom obnove vinograda je v letu 2000 preuredil vinograd in zasadil 2.500 trsov vinske trte. Prav tako je obnovil vinsko klet na Cankovi v letu 2004.   

### Zanimivosti iz tega obdobja
V celoti uničena infrastruktura gostilne po drugi svetovni vojni, je v letu 1975 dobila novo opremo, o čemer obstaja fotografijsko gradivo. Obnovljena so bila vhodna vrata na teraso in okna v delu lokala. Uničen leseni pod je nadomestil granitogrez. Sanitarije so bile urejene na novo in objekt je dobil centralno ogrevanje. Kuhinja je začela na novo obratovati in znova povzdignila sloves lokala z odlično prehrano. Spremljevalni gospodarski objekti so pa dobili novo namembnost in bili postopoma sanirani tako notranje kot zunanje, kar priča fotografijska dokumentacija pred in po sanaciji. 

### Pridobitev gradbenega dovoljenja za celoten kompleks
Posest je v letu 2006 pridobila gradbeno dovoljenje za obnovo in prenovo vseh petih objektov. Projektna dokumentacija je bila izdelana v sodelovanju z Zavodom za varstvo kulturne deduščine Slovenije. Kot strokovna podlaga je služil konservatorski program. Določeni detajli stavbne dediščine so tako deležni zaščite.

### Kavarna Vila Vogler
Pod vodstvom družine Obal, je bila obnovljena in zagnana dejavnost kavarne in vinske kleti. 

### Kulturna dejavnost
Pod vodstvom družine Obal se v prostorih Kavarne Vile Vogler, izvaja kulturna dejavnost: razstava likovnih del, galerije, literarnih večerov, koncertov in drugih predstavitev. 

### Prostori namenjeni za javne potrebe
V istem objektu zraven Kavarne Vile Vogler, delujejo prostori TIC Občine Cankova, Infomat Občine Cankova ter Kmečka tržnica Občine Cankova.

### Dosedanja obnova deležna pohvale
Tako je obnovljen objekt najti na straneh ZVKD kot pregled konservatorske dejavnosti v SV Sloveniji v zadnjih 100 letih (100 let v dobro dediščine) (http://www.zvkds.si/media/medialibrary/2013/08/pPANO_6.pdf%5B%5D).

## Muzej
Muzejska zbirka predstavlja zgodovino nekdanjega lovskega dvorca. Gradivo je zbrano, restavrirano in razstavljeno pod okriljem Društva Sij.

### Zanimivosti muzeja
Pri obnovi dvorca so bili najdeni predmeti (artefakti), ki pričajo o načinu življenja in ljudeh, ki so bili lastniki tega objekta. Izgradnja objekta sega v daljno 18. stoletje (med 1735 in 1750), ko so bile kamnite gradnje v tem predelu Slovenije prava redkost. Zanimivi so tudi številni razstavljeni predmeti družine Vogler, kjer je izpostaviti staro blagajno, porcelan, kristal in jedilni pribor.

#### Pohištvo
Pohištvo iz 19. stoletja se ponaša s komodama sloga „Biedermaier“ in „Hoch deutsch“. Pohištvo je razstavljeno v muzeju, deloma pa je tudi v uporabi za prenočišča Obal v tem objektu.

#### Reprodukcija starih razglednic in fotografij
V muzeju so tudi razstavljene stare fotografije, portreti in zemljevidi, ki pričajo o zgodovini vasi Cankova.

#### Predmeti hotela in restavracije Georga Voglerja
V vitrinah je razstavljena gostinska oprema nekdanje restavracije Georga Voglerja iz začetka 20. stoletja, kjer je izpostaviti porcelan in srebrni jedilni pribor z žigom družine Vogler.

## Galerija
Galerija predstavlja posebno kulturno pridobitev za ta predel Slovenije, saj omogoča razstave likovnih del, nudi prostor za predavanja, prav tako pa sta v njej razstavljeni stalni zbirki o znanem jezikoslovcu Avgustu Pavlu in buditelju slovenstva Jožefu Borovnjaku. Galerijski prostor tudi gosti likovne in raziskovalne kolonije. Galerija deluje pod okriljem Društva Sij.

### Zanimivosti galerije
Izpostaviti je stalno zbirko slovenskih grafikov.  Prav tako galerija spodbuja raziskovalno in kolonijsko dejavnost.

#### Stalna zbirka slovenskih grafikov
Razstavljeno gradivo sestavljajo dela avtorjev akademskega predznaka: Zoltan Gábor, Jože Horvat Jaki, Štefan Hauko, Franc Mesarič, Lojze Logar, Štefan Galič, Zdenko Huzjan, Ignac Meden, Ivo Bošnjaković, Zlatko Gnezda, Borut Vild, Sandi Červek in Mirko Rajnar.
Galerijska zbirka, ki je naslovljena kot Sodobna slovenska grafika, je bila v galerijskem prostoru Društva Sij odprta dne 26. 5. 2017. Strokovni uvod v stalno razstavo je predstavil umetnostni zgodovinar mag. Franc Obal. Grafična dela so ustvarili priznani grafiki. Skupaj sestavlja galerijsko zbirko 23 grafičnih del.

#### Zanimive predstavitve v galeriji
Galerija je gostila mlade raziskovalce OŠ Cankova, ki so predstavljali svoje raziskovalna naloge na temo Občine Cankova.
Razstava o Avgustu Pavlu predstavlja prvega slovenskega znanstvenika. Medtem ko pa predstavitev Jožefa Borovnjak poudarja pomen ohranitve slovenstva v tem predelu Slovenije. Oba imata postavljen doprsni spomenik v parku v vasi Cankova. 
Izpostaviti je tudi predavanje akademika mag. Franca Küzmiča, ki je predstavil zgodovino vasi Cankove.V galeriji pa razstavljajo svoja dela tudi likovni amaterji. 